# Alex Kim
Alex Kim (Silver Spring, 20 de dezembro de 1978) é um tenista profissional estadunidense.
Ele foi medalha de bronze nos Jogos Pan-Americanos, em 2003, perdendo a semifinal para Marcelo Rios.